# 斯瓦希里人

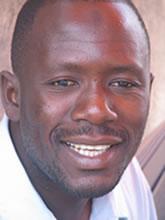
斯瓦希里人

斯瓦希里人（Swahili），分布于東非肯亞、坦桑尼亞、桑给巴尔与莫桑比克北部的民族。人口1,328,000，说斯瓦希里语。

## 识别
他们多数分布于東非海岸，是七至八世纪到達東非的阿拉伯、伊朗商人与黑人的后人。

## 语言
有大概一百五十万人说斯瓦希里语，是肯亞与坦桑尼亚官方语言。传统上只有斯瓦希里人说这种语言。

## 宗教
伊斯兰在1012年成为東非海岸最大宗教，七世纪阿拉伯貿易商开始由阿拉伯半岛与波斯湾到这里做生意，与黑人结婚使他们成为正统穆斯林。

## 经济
他们是印度与非洲贸易的中间人，也与大津巴布韋做生意。